# Münzstätte Rehau
Die Münzprägestätte Rehau war eine der zwölf Kippermünzprägestätten des Fürstentums Bayreuth. Unter solchen Münzprägestätten, wo ausschließlich kleinere Münzen – Groschen (aber nicht die kleinsten – Pfennig und Heller) – geprägt wurden, ist sie diejenige, die am spätesten eröffnet wurde. Sie war nur innerhalb des Jahres 1622 in Betrieb.

## Geschichte
Als Münzunternehmer trat hier ein Amtmann des Markgrafen Christian Hans Heinrich von Reitzenstein auf Selbitz in Erscheinung, der gleiche, der auch die Münzstätte Schauenstein betrieb. Als markgräflicher Kammerjunker hätte er ursprünglich nur die Kontrolle des Silberhandels auszuüben. Die offizielle Erlaubnis für den Betrieb dieser Münzprägestätte erhielt von Reitzenstein am 5. März 1522. Das heißt, dass er die Münzprägestätte einrichtete, ohne eine Erlaubnis zu besitzen. Es ist nicht bekannt, wo genau sie eingerichtet wurde. Als Münzmeister fungierte hier wahrscheinlich auch Joachim Fründt, der vor allem in Schauenstein verpflichtet war. Als Münzeisenschneider scheint hier ebenfalls der gleiche Maler Hans Friedrich Brentel (II.) tätig zu sein, der in Schauenstein angestellt war. Die Produktion wurde Anfang März aufgenommen, offenbar kurz nach der Erteilung der Betriebserlaubnis.
Als der markgräfliche Sekretär Andreas Heidemann dort am 28. September 1622 erschien, um den Prägebetrieb zu beenden, zeigte sich der Betriebsleiter erfreut darüber, dass er die von seinem Dienstherren von Reitzenstein angeordnete Tätigkeit nun nicht mehr länger ausüben müsse, und deutete irgendwelche vorgefallenen Unregelmäßigkeiten an. Aus dem am 4. Oktober 1622 erstellten Inventarverzeichnis geht hervor, dass bei der Betriebsaufgabe noch Kupfer vorhanden war. Aufgrund einer seit drei Wochen fehlenden Lieferung konnte es nicht verarbeitet werden. Da es bekannt ist, dass die Münzstätte Neustadt am Kulm, die einzige war, die Erlaubnis für die Herstellung von Kupfermünzen besaß, ist diese Information nur so zu interpretieren, dass die Prägung von Kupfermünzen in Rehau geplant war, aber dass es nicht mehr dazu kam.
Der Schlagschatz wurde nicht abgeführt, da von Reitzenstein die größere Münzprägestätte Schauenstein betrieb, wo dieser abgeführt wurde.